# Philippe Collet
Philippe Collet (Francia, 13 de diciembre de 1963) es un atleta francés retirado especializado en la prueba de salto con pértiga, en la que ha conseguido ser medallista de bronce europeo en 1986.

## Carrera deportiva
En el Campeonato Europeo de Atletismo de 1986 ganó la medalla de bronce en el salto con pértiga, con un salto por encima de 5.75 metros, siendo superado por los soviéticos Sergei Bubka (oro con 5.80 m) y el hermano mayor del anterior Vasili Bubka (plata también con 5.75 m pero en menos intentos).
Y en el Campeonato Europeo de Atletismo en Pista Cubierta de 1986 también ganó la medalla de bronce en el salto con pértiga, con un salto por encima de 5.65 metros, siendo superado por el búlgaro Atanas Tarev y el polaco Marian Kolasa.